# Tate Ratledge
Tate Collier Ratledge (Chattanooga, 26 aprile 2001) è un giocatore di football americano statunitense che milita nel ruolo di guardia per i Philadelphia Eagles della National Football League (NFL).

## Carriera universitaria
Nella sua prima stagione a Georgia nel 2020, Ratledge disputò una sola partita, giocando 7 snap. Nella prima partita della sua seconda stagione partì come titolare contro Clemson ma subì un infortunio a un piede dopo soli 4 snap e perse il resto della stagione. Nel 2022 disputò come titolare 14 gare su 15, saltando solo la partita contro Kentucky. Partì come titolare anche nelle due gare di playoff dei Bulldogs, inclusa la finale del campionato nazionale.
Nel 2023 e nel 2024 Ratledge fu inserito nella formazione ideale della Southeastern Conference e nella formazione All-American: nella seconda nel 2023 e nella prima nel 2024.

## Carriera professionistica

### Detroit Lions
Ratledge fu scelto nel corso del secondo giro (57º assoluto) del Draft NFL 2025 dai Detroit Lions.